# Fibes, Oh Fibes!

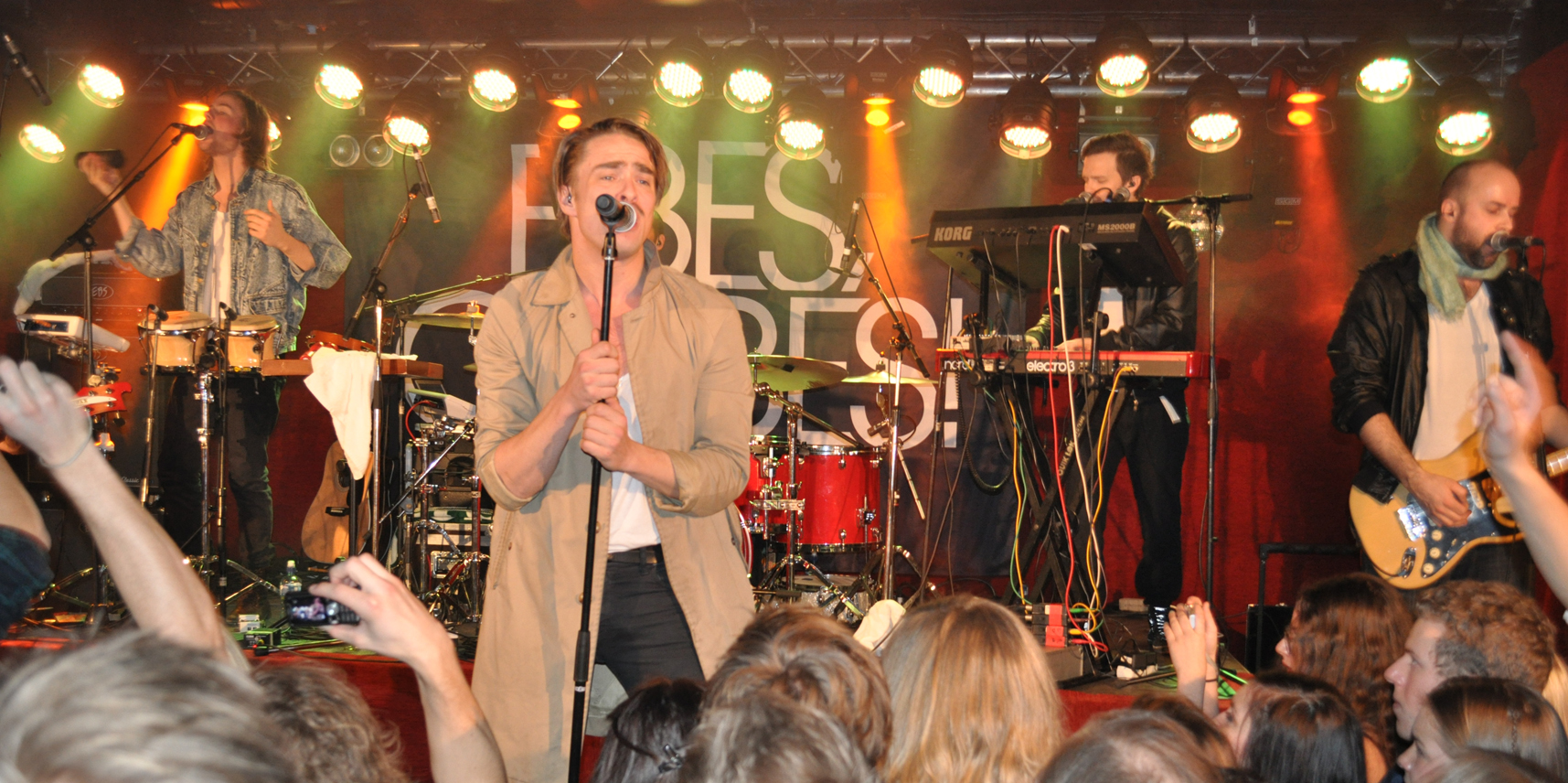
Fibes, Oh Fibes! på Bygget i Åre i januari 2010.

Fibes, Oh Fibes! är ett svenskt soulpopband från Göteborg. Bandet bildades 2001 och fick sitt publika genombrott 2003. Bandnamnet är en hyllning till ett trumset av märket Fibes som gruppen hade i ett tidigt skede.

## Historia
Bandet slog igenom 2003 med singlarna "One Hour Baby" och "This City's Got No Boulevards", tagna från debutalbumet Still Fresh. I augusti 2006 släpptes uppföljaren Emotional, som närmast unisont hyllades av kritikerna.
2009 släpptes den nya singeln "Love Child", som blev en radiohit och var en av de tio mest spelade låtarna under 2009 på Sveriges Radio P3. Låten tog sig in på Trackslistan den 16 maj och låg som bäst på en trettondeplats.
Den 2 september samma år släpptes albumet 1987, där man samarbetat med musiker som Kim Wilde och Björn Skifs. Den skivan har också hyllats av många kritiker. Ytterligare två singlar har släppts från plattan – "Run To You", en duett med Kim Wilde som bland annat nådde en placeringen som trea på Trackslistan, och "Silly Lover" som släpptes i början av 2010. Låten "My Calendar", en duett med Björn Skifs, låg som bäst på en åttonde plats på Svensktoppen.
I januari 2012 premiärspelade Fibes, Oh Fibes! sin nya singel "Apex of The Sun" från albumet Album på P3 Guld-galan. Album släpptes i april 2012.

## Medlemmar
- Christian Olsson (sång, piano, låtskrivare)
- Mathias Nilsson (gitarr, låtskrivare)
- Edvin Edvinson (bas, låtskrivare)

## Tidigare medlemmar
- Erik Dahl (piano, trombon)
- Anders Boson (trumpet)
- Andreas Jensen (trummor)

## Diskografi

### Album
- 2004 - Still Fresh
- 2006 - Emotional
- 2009 - 1987
- 2012 - Album

### Singlar
- 2004 - This City's Got No Boulevards
- 2004 - One Hour Baby
- 2004 - Still Fresh
- 2006 - Get Up
- 2006 - Can't Be So
- 2009 - Love Child
- 2009 - Run To You (with Kim Wilde)
- 2010 - Silly Lover
- 2012 - Apex of The Sun
- 2012 - Goodbye To Love
- 2012 - Cerahtonia (with Icona Pop)
- 2022 - Pathetic

## Utmärkelser
- Vinnare i kategorin Årets pop Grammis 2009